# Krásné, Chrudim
Krásné là một làng thuộc huyện Chrudim, vùng Pardubický, Cộng hòa Séc.